# Manga (miasto)
Manga – miasto w południowej części Burkiny Faso. Jest stolicą prowincji Zoundwéogo i regionu Centre-Sud. W 2013 roku liczba mieszkańców wynosiła 23 612.